# Colin Halkett

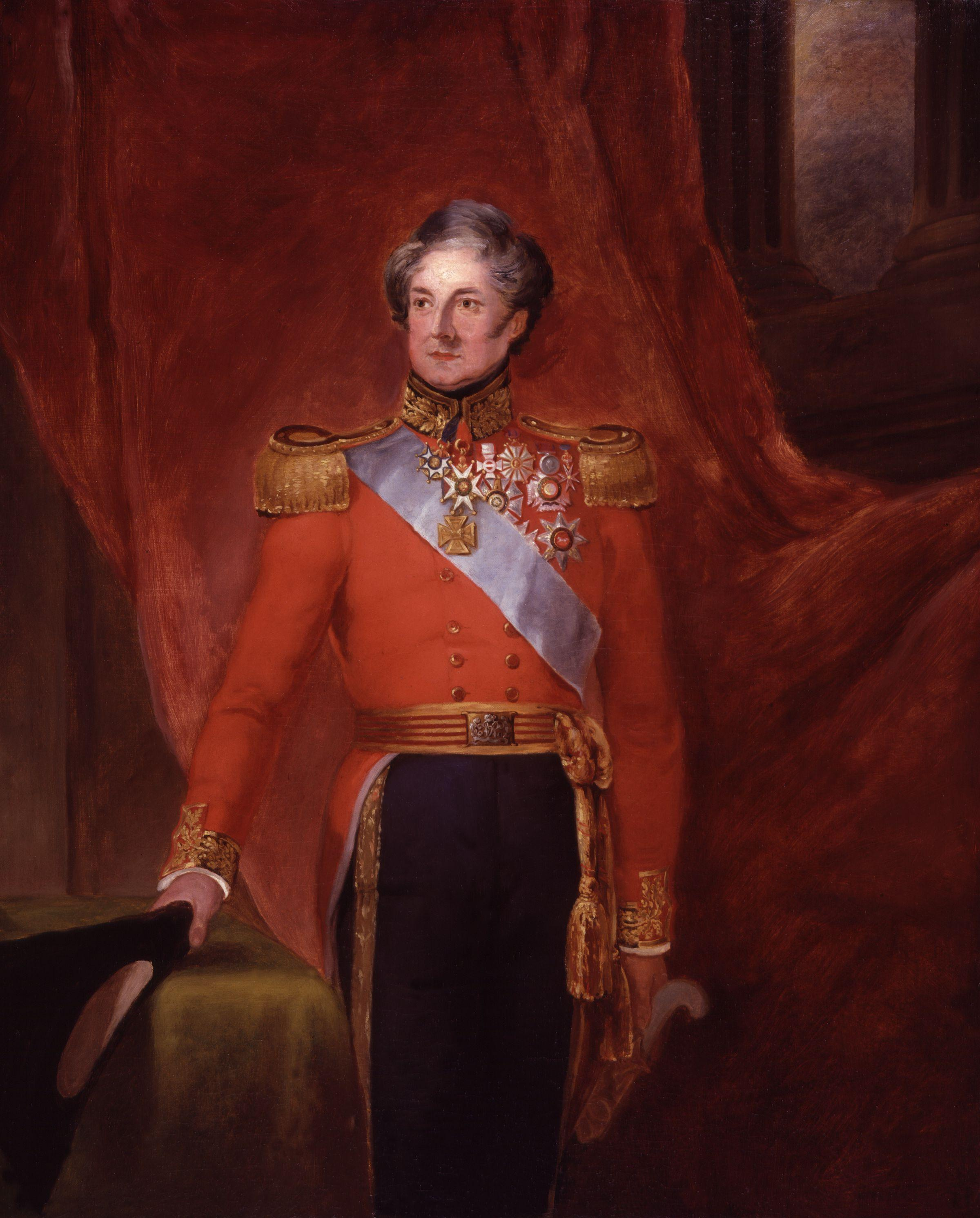
Sir Colin Halkett

Sir Colin Halkett (* 7. September 1774 in Venlo; † 24. oder 25. September 1856 in Chelsea, London) war ein britischer Offizier, der aus einer Familie mit militärischer Tradition stammte. Sein Vater war Major-General Frederick Godar Halkett (* 1728; † 1803) und sein jüngerer Bruder General Hugh Halkett.

## Militärische Karriere
Halkett begann seine militärische Karriere in der Garde der niederländischen Armee und diente für drei Jahre in verschiedenen Kompanien. Er verließ die Armee im Rang eines Captains im Jahre 1795.
Von 1800 bis 1801 befehligte er niederländische Truppen, die auf Guernsey stationiert waren. Am 28. Juli 1803 erhielt Major Halkett einen letter of service von König Georg III. (ein gleiches Dokument ging auch an Lieutenant-Colonel Friedrich von der Decken), der ihn ermächtigte, ein Infanterie-Regiment mit 459 Männern aufzustellen und ihm den Rang eines Lieutenant-Colonel zusagte, wenn die Anzahl auf 800 Mann ansteigen sollte. Diese Männer, die dem Aufruf folgten und von Hannover nach England zogen, bildeten den Kern der King’s German Legion (KGL), wie die Truppe im Dezember 1803 benannt werden sollte. Am 17. November 1803 erhielt er den Rang des Lieutenant-Colonel und bekam das Kommando über das 2. leichte Bataillon der King’s German Legion. Dieses Bataillon war Teil von Cathcarts Expedition nach Hannover, Rügen und Kopenhagen.
1811 erhielt er das Kommando über die Leichte Brigade der King’s German Legion. Er hielt diesen Rang während des Krieges auf der Iberischen Halbinsel beginnend mit dem Gefecht in Albuera bis zum Kampf um Toulouse. Am 1. Januar 1812 wurde er zum Colonel und am 4. Juni 1814 zum Major-General befördert. In der Schlacht von Waterloo am 18. Juni 1815 kommandierte er die 5. Brigade in der 3. Division, die von Major-General Carl von Alten befehligt wurde. Er wurde im Verlauf des Gefechtes viermal verwundet.

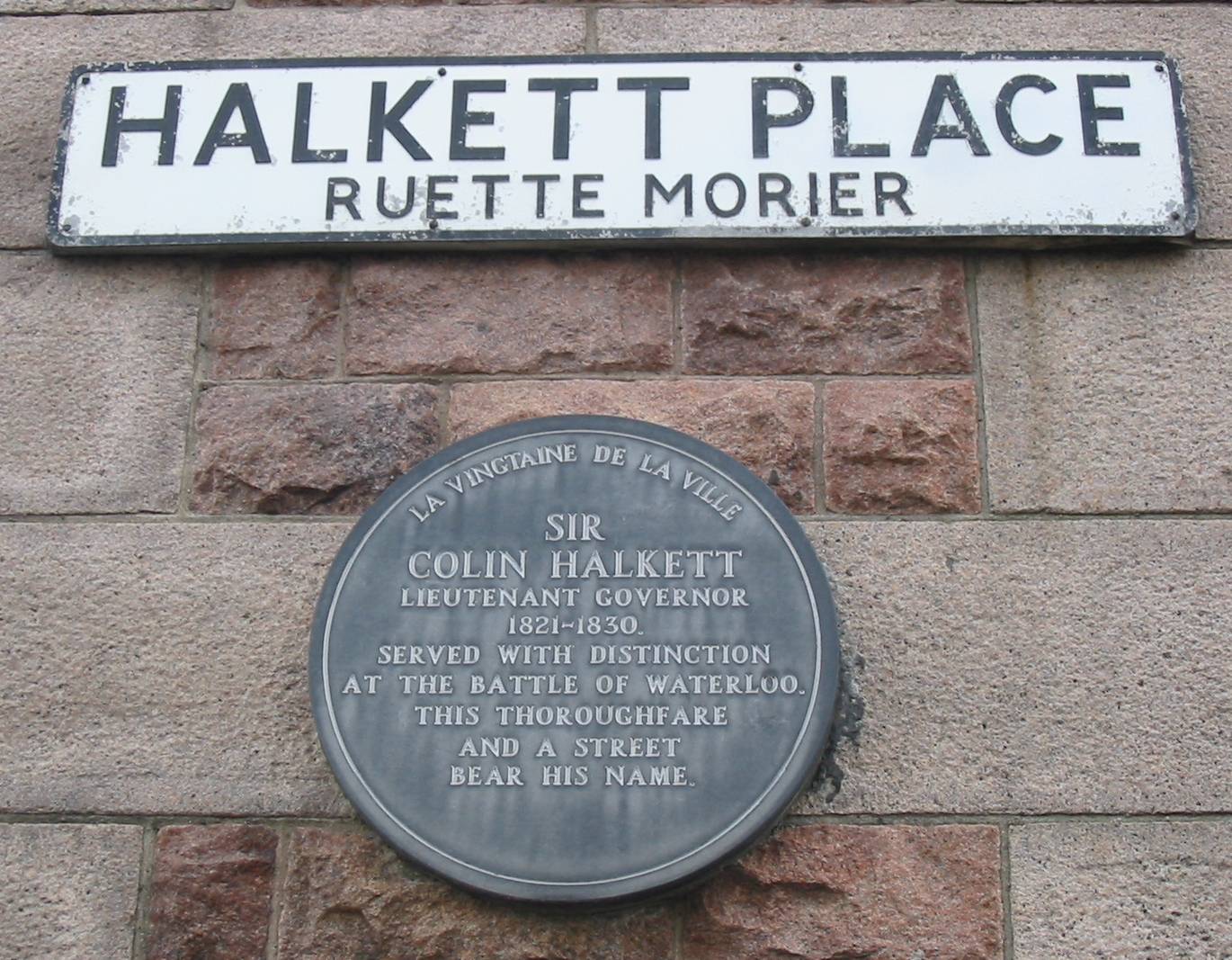
Straßenschild in St. Helier

## Gouverneur
Zwischen 1821 und 1830 war er Vizegouverneur von Jersey und residierte als Erster in dem Regierungssitz (Government House, St. Saviour), das noch heute benutzt wird. Während dieser Zeit heiratete er Letitia Cricket, die Witwe eines Captain Tyle von der Royal Artillery. Sie hatten einen Sohn, Frederick (John) Colin Halkett (* 10. Juni 1826).
Am 22. Juli 1830 wurde er zum Lieutenant-General befördert und war von 1832 bis 1834 der Bombay Army in Britisch-Indien.
Sir Colin verstarb 1856. Zu dieser Zeit war er Direktor des Royal Hospital Chelsea in London.
Zwei Straßen in Jerseys Hauptstadt Saint Helier sind nach Colin Halkett benannt.

## Auszeichnungen
- Vereinigtes Königreich

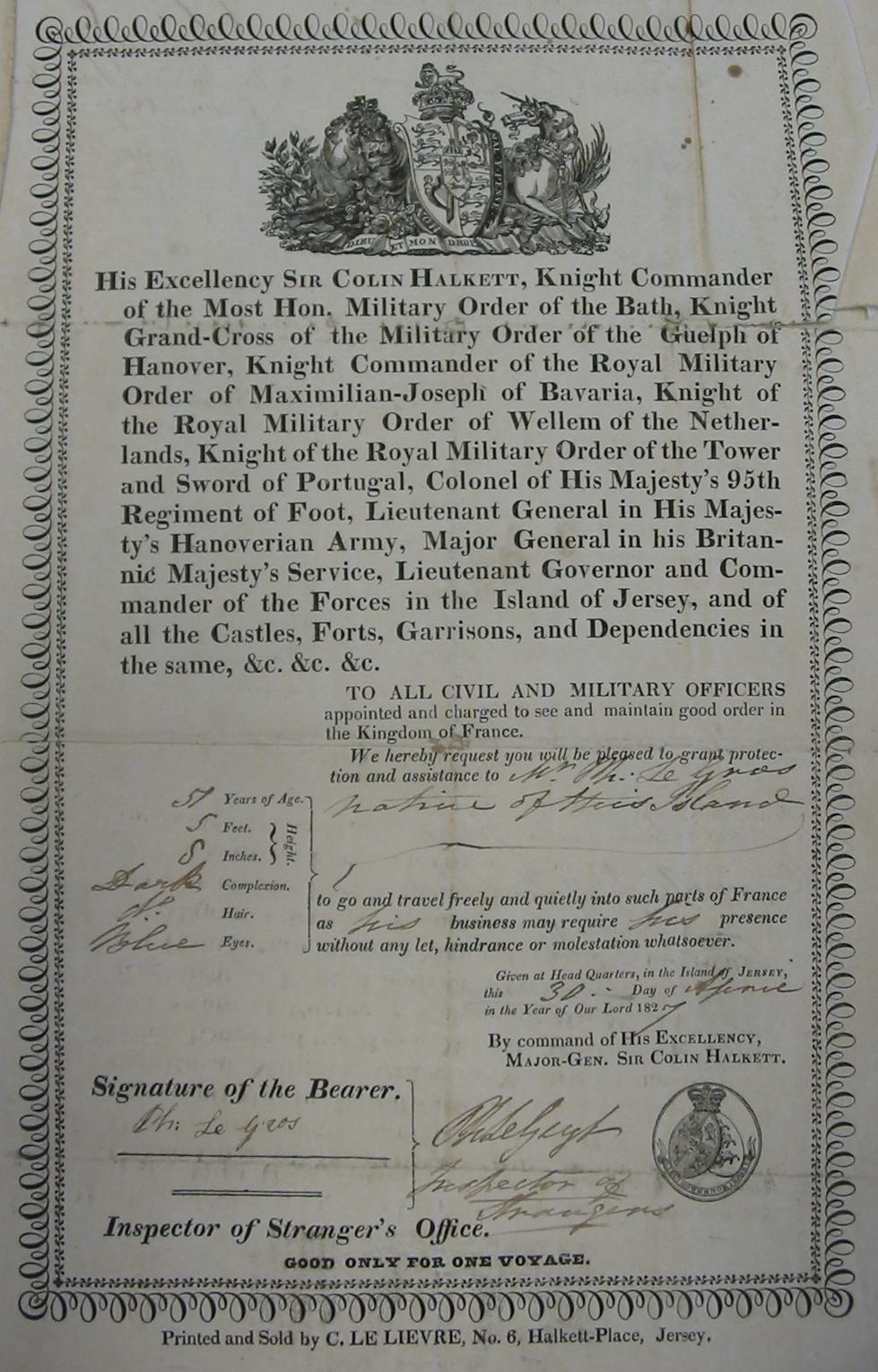
Halketts Pass, in dem seine Titel aufgezählt werden

  - Gold Cross für Albuera, Salamanca, Vittoria, Nive
  - Knight Grand Cross des Order of the Bath
  - Waterloo-Medaille
- Hannover
  - Großkreuz des Guelphen-Ordens (1820)
- Portugal
  - Ordem Militar da Torre e Espada, 2. Kat
- Bayern
  - Maximilian Joseph Orden, 2. Kat
- Niederlande
  - Militärischer Orden Wilhelms der Niederlande 2. Kat[4]